# تركي الحمد
تركي الحمد، (ولد 10 مارس 1952)، كاتب وروائي سعودي، وأكاديمي سابقاً.

## سيرة حياته
- ولد لأسرة قصيمية أصلها من خب القصيعة، انتقلت وسكنت بالمنطقة الشرقية، بالدمام.
- كان أبوه يعمل في شركة أرامكو البترولية. وقد عاش مرحلة شبابه ومراهقته في الستينات والسبعينات الميلادية بالدمام، وهي المرحلة التي عاش فيها العالم العربي تحولات فكرية وسياسية متضاربة أدت لوصول البعثيين للسلطة في سورية والعراق.
- له اهتمامات وقراءات في هذه الأفكار أدت به في النهاية إلى الانضمام لحزب البعث (الفرع السعودي) وهو في الثانوية العامة. ثم ألقت المباحث السعودية القبض عليه وهو في السنة الأولى الجامعية في جامعة الملك سعود (الرياض سابقاً)، وبقي في السجن السياسي سنة وعدة أشهر.
- وبعد الإفراج عنه سافر إلى الولايات المتحدة للدراسة. وهناك مكث ما يقارب العشر سنوات ثم عاد إلى جامعة الملك سعود أستاذاً في قسم العلوم السياسية.
- تفرغ للكتابة بعد طلبه للتقاعد المبكر. وجل كتاباته مرتبطة بأفكاره البعثية السابقة شكلت تلك النزاعات رجل الزئبق الذي يرى الحرية في طيف نظريات متداخلة متطاحنة بين اليسار الشيوعي . ابتعث للدراسة في الولايات المتحدة وبالتحديد في ولاية كولورادو، فاكمل دراسة الماجستير في جامعة كولورادو في دينفر 1979 [3]
- ثم انتقل لكاليفورنيا وحصل على درجة ماجستير ثانية لاستكمال متطلبات الدكتوراه متوجاً رحلته الأكاديمية بنيله لدرجة الدكتوراه في النظرية السياسية من جامعة جنوب كاليفورنيا عام 1985.
- عمل أستاذا للعلوم السياسية في كلية العلوم الإدارية بجامعة الملك سعود بين عامي 1985 – 1995، ثم تقاعد.
- كنيته أبو طارق،[4] وله ستة أولاد، أربعة أبناء هم طارق (متوفى), و نضال: ولد عام 1978، وهو متخرج من جامعة الملك فهد للبترول والمعادن، وحمد: المولود في 1984 (متوفى) وهو خريج جامعة الملك فيصل وخريج ماجستير من كندا، وأصغرهم محمد: المولود عام 1995، وله ابنتان.
- كانت بداياته كاتباً في جريدة الرياض وثم انتقل إلى العمل كاتباً في جريدة الشرق الأوسط منذ عام 1990م.
- توقف فترة من الزمن عن الكتابة والان بدا يكتب في صحيفة الوطن السعودية المملوكة لأمير منطقة مكةالأمير خالد الفيصل آل سعود.

## في السجون السعودية
ألقي القبض عليه في الستينات وعمره نحو 18 عاماً وهو في السنة الأولى الجامعية في جامعة الملك سعود (الرياض سابقاً)، وبقي في السجن سنة وأشهر.

## إثارة الجدل
- في 24 ديسمبر 2012 اعتقلته السلطات السعودية بعد أن إثارته الجدل بواسطة تغريدة له على تويتر دعا فيها إلى «تصحيح عقيدة الرسول».[5]
- صباح 19 أغسطس 2020، كتب في تغريدة له على موقع تويتر «ببساطة..فلسطين ليست قضيتي..» ودعا السعودية إلى تطبيع العلاقات مع إسرائيل.[6]
- في 13 نوفمبر 2020 كتب تغريدة على تويتر تعليقا على الأزمة التي أثارتها رسوم النبي محمد في فرنسا، دعا فيها إلى نقد التراث «الذي وفر المادة الحية لهذه الرسومات، وأولها صحيح البخاري».[7][8]
- اتهم بالتكفير بعد مقولته على لسان شخصية ملحدة في رواية الكراديب «هل الله والشيطان وجهان لعملة واحدة» كونه مس الذات الإلهية.[9]

## مؤلفات
- الحركات الثورية المقارنة، 1986.
- دراسات أيديولوجية في الحالة العربية، 1992.
- الثقافة العربية أمام تحديات التغيير، 1993.
- أطياف الأزقة المهجورة (ثلاثية روائية):
  - العدامة، 1995.
  - الشميسي 1996
  - الكراديب، 1999.
- الثقافة العربية في عصر العولمة، 1999.
- شرق الوادي (رواية)، 2000.
- جروح الذاكرة (رواية)، 2000.
- ويبقى التاريخ مفتوحاً.
- عن الإنسان أتحدث
- من هنا يبدأ التغيير، 2004. * * .
- ريح الجنة (رواية)، 2005. (يتم تحويلها إلى مسلسل في رمضان 2008)
- السياسة بين الحلال والحرام.

## وصلات خارجية
- تركي الحمد على تويتر.